# Siamoadapis
Siamoadapis — вимерлий рід адапіформних приматів. Залишки його єдиного відомого виду, Siamoadapis maemohensis, були знайдені в Таїланді.
Скам'янілості були виявлені в шарі бурого вугілля вугільної шахти в районі Мае Мо, провінція Лампанг, на півночі Таїланду, від чого він також отримав свою наукову видову назву. Чотири нижні щелепи з зубами були знайдені спільною командою тайських і французьких геологів у 2004 році. Їх вік було від 13.1 до 13.3 мільйонів років.
Тварина була дуже маленьким приматом з довжиною тіла 15 сантиметрів і приблизною вагою 500 грамів. Особливістю виду є невеликий розмір і відмінності в прорізуванні зубів порівняно з іншими міоценовими сиваладапідами.